# Delta Force 2 (film)
Pour les articles homonymes, voir Delta Force (homonymie).
Pour le jeu vidéo, voir Delta Force 2 (jeu vidéo).
Série Delta Force
Delta Force
(1986) Delta Force 3
(1991)
Pour plus de détails, voir Fiche technique et Distribution.
Delta Force 2 (Delta Force 2: The Colombian Connection) est un film d'action d'Aaron Norris sorti en 1990 au cinéma. C'est une suite de Delta Force (1986) et sa vedette en est également Chuck Norris.

## Synopsis
Sur décision du général, un commando de la Delta Force, sous les ordres des colonel Scott McCoy et major Bobby Chavez, est envoyé en Colombie pour libérer des otages américains des mains du narcotrafiquant Ramon Cota…

## Fiche technique
- Titre original : Delta Force 2: The Colombian Connection
- Titre francophone : Delta Force 2 ( France), Delta Force 2, le réseau colombien ( Québec)
- Réalisation : Aaron Norris
- Budget: 21.5 millions de dollars
- Scénario : 	James Bruner, Lee Reynolds, Menahem Golan
- Photographie : Joao Fernandes
- Musique  : Frédéric Talgorn
- Pays d'origine :  États-Unis
- Production : Cannon Group
- Format : Couleurs
- Durée : 111 minutes
- Date de sortie : France : 21 novembre 1990

## Distribution
- Chuck Norris (VF : Bernard Tiphaine) : Colonel Scott McCoy
- Billy Drago (VF : Joël Martineau) : Ramon Cota
- John P. Ryan (VF : William Sabatier) : Général Taylor
- Richard Jaeckel : Agent de la DEA John Page
- Begoña Plaza (sous le nom Begonia Plaza) : Quiquina Esquintla
- Paul Perri (VF : Marc Alfos) : Major Bobby Chavez
- Héctor Mercado (sous le nom d'Hector Mercado) : Miguel
- Mark Margolis (VF : Michel Bardinet) : Général Olmedo
- Don Wilson : Delta Soldier
- Mateo Gómez (VF : Emmanuel Jacomy) : Ernesto Flores

## La saga
1. Delta Force (1986)
2. Delta Force 2 (1990)
3. Delta Force 3 (1991)